# بارانوو (شهرستان گروجیسک مازوویتسکی)
بارانوو (به لهستانی:  Baranów) یک روستا در لهستان است که در گمینا بارانوو (استان ماسوویان) واقع شده‌است.